# Рассказов, Николай Дмитриевич
Николай Дмитриевич Рассказов (1926, деревня Сосновка, Мещовский уезд, Калужская губерния — неизвестно, Макеевка, Донецкая область) — старший горновой Макеевского металлургического завода имени С. М. Кирова Министерства чёрной металлургии Украинской ССР, Донецкая область. Герой Социалистического Труда (1966).

## Биография
Родился в 1926 году в крестьянской семье в деревне Сосновка Мещовского уезда. В 1943 году был призван в Красную Армию по мобилизации. Участвовал в Великой Отечественной войне. Воевал в составе 142-го гвардейского истребительно-противотанкового артиллерийского полка 6-го гвардейского кавалерийского ордена Суворова корпуса. После демобилизации трудился помощником сталевара, старшим горновым на Макеевском металлургическом заводе.
Показывал высокие трудовые результаты. За годы Семилетки (1959—1965) ежегодно досрочно выполнял личные социалистические обязательства и плановые задания. Указом Президиума Верховного Совета СССР от 22 марта 1966 года удостоен звания Героя Социалистического Труда за «выдающиеся успехи, достигнутые в развитии чёрной металлургии» с вручением ордена Ленина и золотой медали «Серп и Молот».
Этим же указом званием Героя Социалистического Труда был награждён сталевар Макеевского металлургического завода Владимир Васильевич Холявко.
После выхода на пенсию проживал в Макеевке. С 1984 года — персональный пенсионер союзного значения. Дата смерти не установлена.

## Награды
- Герой Социалистического Труда
- Орден Ленина
- Орден Октябрьской Революции (30.03.1971)
- Орден Отечественной войны 1 степени (11.03.1985)
- Медаль «За отвагу» (26.04.1945)